# Giảm phân cách cao tối thiểu
Giảm phân cách cao tối thiểu (tiếng Anh: Reduced Vertical Seperation Minimum (RVSM)) là một thuật ngữ dùng để diễn tả khoảng cách theo phương thẳng đứng giữa các máy bay giữa các trần bay từ 29.000 ft đến 41.000 ft được giảm từ 2.000 xuống còn 1.000 ft trong một vùng trời. Sự giảm khoảng cách này sẽ làm cho số lượng máy bay đang bay sẽ tăng lên trong vùng trời đó một cách an toàn.
Chỉ có những máy bay được chứng nhận về thiết bị đo cao, và tự động lái mới có thể bay theo luật RVSM, nếu không máy bay đó phải bay thấp hơn hoặc cao hơn vùng trời được áp dụng luật RVSM, hoặc phải được miễn trừ theo luật. Nhà khai thác máy bay phải được phê chuẩn từ nhà chức trách nơi máy bay được đăng ký để có thể hoạt động trong vùng trời đang áp dụng luật RVSM.